# Helene Weyl

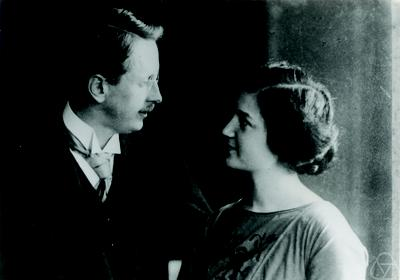
Hermann und Helene Weyl 1913

Friederike Bertha Helene Weyl (* 30. März 1893 als Helene Joseph in Ribnitz; † Juni 1948 in Princeton) war eine deutsche Schriftstellerin und Übersetzerin. Sie war mit dem Mathematiker Hermann Weyl verheiratet.

## Leben
Weyl wuchs als Tochter des jüdischen Landarztes Bruno Joseph (13. Juni 1861–10. Juni 1934) und seiner Frau Bertha in Ribnitz auf. Ihr Vater stammte aus Pommern, die Mutter aus einer alteingesessenen mecklenburgischen Familie. Weyl und ihre jüngere Schwester wurden atheistisch erzogen. Mit vierzehn Jahren schickten ihre Eltern sie an ein Realgymnasium in Berlin. Hier entdeckte sie eine große Leidenschaft für das Theater und wurde mit der Schauspielerin Tilla Durieux bekannt. Nach dem Abitur kehrte Weyl nach Mecklenburg zurück und begann ein Germanistik- und Geschichtsstudium an der Universität Rostock. Dort kam sie durch Emil Utitz, der hier lehrte,  mit der philosophischen Strömung der Phänomenologie in Berührung. Mit der so geweckten Leidenschaft für die Philosophie begann sie ein Studium dieses Fachgebiets an der Universität Göttingen mit dem Nebenfach Mathematik. Bereits während des ersten Semesters lernte sie ihren späteren Mann Hermann Weyl kennen, der an der Universität als Privatdozent arbeitete. Aus dieser Zeit verband sie eine enge Freundschaft mit Arnold Zweig, der zu dieser Zeit 25 Jahre alt war. Zweig war fasziniert von der schönen und klugen Studentin. Zwischen dem Ehepaar Zweig und Helene Weyl gab es einen langen intensiven Briefwechsel während der Jahre 1912 bis 1934 sowie 1938 bis 1939, der fragmentarisch erhalten blieb. Diese Korrespondenzen erschienen 1996 unter dem Titel Komm her, wir lieben dich – Briefe einer ungewöhnlichen Freundschaft zu dritt. Helene und Zweigs Frau Beatrice wurden das Vorbild für die Hauptfigur in den Novellen um Claudia.
Hermann Weyl wurde als Professor an die ETH Zürich berufen, und das inzwischen verlobte Paar zog 1913 in diese Stadt. Helene hörte weiter mathematische Vorlesungen, gab aber diese Tätigkeit bald vollends auf, als 1915 ihr erster Sohn Fritz Joachim Weyl (19. Februar 1915–20. Juli 1977) geboren wurde. Als ihr Mann 1916 in die deutsche Armee eingezogen wurde, kehrte sie für kurze Zeit in ihr Elternhaus nach Ribnitz zurück. Auf Ersuchen der Schweizer Regierung wurde er ein Jahr später aus dem Militärdienst entlassen, und beide konnten nach Zürich zurückkehren. Im Herbst 1917 wurde ihr zweiter Sohn Michael geboren. Da während des Ersten Weltkrieges viele deutsche Intellektuelle in die Schweiz geflohen waren, kam sie dort mit vielen Wissenschaftlern, Literaten und Schauspielern in Kontakt. So entwickelten sich unter anderem Bekanntschaften mit Albert Einstein, Elisabeth Bergner, William Dieterle oder Walter Dällenbach (1892–1990).
1923 erhielt Hermann Weyl Einladungen zu Vorlesungen nach Madrid und Barcelona, und das Paar ging für drei Monate nach Spanien. Die Reise und ihre dortigen Bekanntschaften prägten sie so sehr, dass sie sich von nun an intensiv mit romanischen Sprachen und insbesondere dem Spanischen beschäftigte. Sie trat mit dem spanischen Philosophen José Ortega y Gasset in Verbindung und übersetzte mehrere seiner Bücher ins Deutsche. Die philosophische Gedankenwelt Ortegas, sein brillanter Stil und die Herausforderung, Sprachnuancen und das Spanisch-Fremde ins Deutsche zu übertragen, zogen sie an. Außerdem übersetzte sie Werke von Arthur Stanley Eddington und James Jeans aus dem Englischen ins Deutsche und machte sich in der Princetoner Zeit daran,  Essays Ortegas ins Englische zu übertragen. Ortega y Gasset äußert sich im vierten Band der Gesammelten Werke von 1956 über seine Übersetzerin:

„Es ist klar, dass das Publikum eines Landes eine im Stile seiner eigenen Sprache gehaltene Übersetzung nicht besonders schätzt, denn das besitzt es im Überfluss in der Produktion der einheimischen Autoren. Was es schätzt, ist das Gegenteil: dass die dem übersetzten Autor eigentümliche Ausdrucksweise in einer Übersetzung durchscheint, in der die Möglichkeiten der eigenen Sprache bis zur äußersten Grenze der Verständlichkeit ausgenutzt wurden. Die deutschen Übersetzungen meiner Bücher sind ein gutes Beispiel dafür. In wenigen Jahren sind mehr als fünfzehn Auflagen erschienen. Der Fall wäre unverständlich, wenn er nicht zu vier Fünfteln der gelungenen Übersetzung zuzuschreiben wäre. Meine Übersetzerin Helene Weyl, gest. 1948, hat nämlich die grammatikalische Toleranz der deutschen Sprache bis an ihre Grenze gezwungen, um genau das zu übertragen, was in meiner Art zu reden nicht deutsch ist. Auf diese Weise sieht sich der Leser mühelos geistige Gebärden ausführen, die in Wirklichkeit spanische sind. Er erholt sich so ein wenig von sich selbst, und es belustigt ihn, sich einmal als ein anderer zu fühlen.“

Von 1930 bis 1933 nahm ihr Mann erneut eine Dozentenstelle in Göttingen an. Nach dem Machtantritt der Nazis in Deutschland entschloss sich die Familie, eine Hermann Weyl angebotene Stelle an der Princeton University anzunehmen und das Lehramt in Göttingen aufzugeben. Nach einem langen und schweren Krebsleiden starb Weyl 1948 in Princeton.

## Werke (Auswahl)
- Arnold Zweig, Beatrice Zweig, Helene Weyl: Komm her, wir lieben dich – Briefe einer ungewöhnlichen Freundschaft zu dritt. Hrsg.: Ilse Lange. Aufbau, Berlin 1996, ISBN 3-351-03439-3.
- Andalusische Reiseblätter. 1923
- Die Ausgrabungen in den Kalifenschlössern bei Cordoba. 1923

### Übersetzungen aus dem Spanischen
- José Ortega y Gasset: Der Aufstand der Massen. 2007, ISBN 978-3-421-06503-2.
- José Ortega y Gasset: Die Aufgabe unserer Zeit. Deutsche Verlagsanstalt.
- José Ortega y Gasset: Stern und Unstern. 1937.
- José Ortega y Gasset: Buch des Betrachters.
- José Ortega y Gasset: Über die Liebe. 1933, ISBN 3-421-06187-4.
- José Ortega y Gasset: Die Vertreibung des Menschen aus der Kunst.
- José Ortega y Gasset: Triumph des Augenblicks – Glanz der Dauer.
- José Ortega y Gasset: Um einen Goethe von innen bittend.
- José Ortega y Gasset: Gespräch beim Golf oder Über die Idee des Dharma.
- José Ortega y Gasset: Europa.
- Pedro Antonio de Alarcón: Der Dreispitz.
- Pedro Antonio de Alarcón: Der Fischzug. 1925.
- Ramón Menéndez Pidal: Der Cid in der Geschichte.
- Ramón Menéndez Pidal: Das Nachleben des Cid. 1925.
- Gonzalo de Céspedes y Meneses: Die standhafte Cordobesin. 1930.

### Übersetzungen aus dem Englischen
- Arthur Stanley Eddington: Dehnt sich das Weltall aus? 1933.
- James Jeans: Die neuen Grundlagen der Naturerkenntnis. 1934.
- James Jeans: Die Wunderwelt der Sterne. 1934.
- James Jeans: Durch Raum und Zeit. 1936.
- Hermann Weyl: Mathematik und die Naturgesetze. 1948.